# Салаї Барбара Миколаївна
Барбара (Варвара) Миколаївна Салаї (Баран) (24 червня 1926 року, Ужгород — 9 серпня 2011) — українська поетеса і перекладачка угорського походження, член Національної спілки письменників України (з 1980).

## Біографія
Народилася 24 червня 1926 року в Ужгороді в сім'ї робітника. Закінчила Торговельну академію (1945), філологічний факультет Ужгородського державного університету (1953), працювала вчителькою, редактором видавництва «Радянська школа» в Ужгороді, де готувала до друку й сама писала підручники для шкіл України з угорською мовою навчання. Визнання їй принесли книжки поезії для дітей «Веселі метелики» (1969), «Забавна карусель» (1973), «Веселі дзвіночки» (1980), «Зіроньки» (1983), «Шипшина зацвіла» (1986), «У гаю зеленім» (2005) та інші.

## Літературна діяльність
Вірші поетеси перекладено українською, російською, чеською, словацькою, осетинською, молдавською та інши ми мовами. Її поезія розкриває життя і побут угорців на Закарпатті. Активно друкувалася у збірниках, антологіях, читанках та інших виданнях для дітей як в Ужгороді, так і в Угорщині.
З іменем Барбари Салаї пов'язано становлення новітньої угорськомовної літератури, формування навчально-методичної бази для угорських шкіл в Україні.
За національністю угорка, але досконало знала українську мову. Перекладала угорською мовою твори Івана Франка, Павла Тичини, Володимира Сосюри, Максима Рильського, Михайла Томчанія, Степана Жупанина та ще багатьох відомих українських письменників.

## Нагороди
Літературну творчість Барбари Салаї відзначено численними нагородами Угорщини та Закарпатською обласною літературною премією імені Федора Потушняка.